# Andrzej Kochanowski (1542–1596)
Andrzej Kochanowski herbu Korwin (ur. 1542, zm. 1596) – polski tłumacz i pisarz, młodszy brat Jana Kochanowskiego, burgrabia sandomierski od 1588, podstarości stężycki od 1585.

## Życiorys
Czwarty syn Piotra, sędziego sandomierskiego, i Anny z Białaczowskich, stryj Piotra Kochanowskiego (tłumacza Gofreda). Od 1554 studiował na uniwersytecie w Królewcu. Przy podziale ziem przez ojca w roku 1559 otrzymał posiadłość Barycz w północnej Małopolsce. Ożenił się z Zofią Sobieską, z którą miał dwóch synów: Jana i Samuela.
Jego mecenasem był kanclerz wielki koronny Jan Zamoyski. Z jego namowy rozpoczął (1574) i jako pierwszy przetłumaczył na język polski: Eneidę Wergiliusza i pisma Plutarcha. Zmierzał także przełożyć utwory Liwiusza.

## Twórczość

### Przekłady
- Wergiliusz Aeneida. To jest o Aeneaszu Trojańskim ksiąg dwanaście, Kraków 1590, drukarnia Łazarzowa (z datą 1590 istnieją 3 edycje, z których – jak wykazał K. Piekarski – tylko jedna jest oryginalna, pozostałe 2 są jej „poddrukami” z XVII w.); wyd. następne: Kraków 1640; pt. Publiusza Wirgiliusza Marona Księgi wszystkie, to jest: Ksiąg dwanaście o Eneaszu Trojańskim, wyd. J. Załuski, Warszawa 1754

### Listy
- Do Jana Zamoyskiego, dat. z Baryczy w 1591, ogł. W. A. Maciejowski Piśmiennictwo polskie, t. 3 dod., Warszawa 1852, s. 212-213